# Publicaciones náuticas
En el vocabulario de la navegación se llama genéricamente publicaciones náuticas a todas aquellas que un buque debe llevar por ser indispensables o significativamente útiles para la seguridad de la navegación.
Usualmente del concepto mencionado se omiten las cartas náuticas. En las alusiones al material de este tipo se suele hacer referencia a las cartas y publicaciones náuticas, mencionándolas separadamente.
Aunque el término es de antigua data, la Organización Marítima Internacional (OMI) lo ha definido en el Convenio Internacional para la Seguridad de la Vida Humana en el Mar (SOLAS, Cap. V, 2-2 – “Definiciones”):

"Carta náutica o publicación náutica es un mapa o libro con fines específicos, o una base de datos especialmente recopilada de la cual se obtiene dicho mapa o libro, publicado oficialmente por un Gobierno o bajo su autoridad, un Servicio Hidrográfico autorizado o cualquier otra institución estatal pertinente, y que está diseñado para satisfacer los requerimientos de la navegación marítima".

Esta noción es muy árida y reglamentista. Se puede entonces, en principio, diferenciar claramente las publicaciones náuticas de las cartas náuticas.

"(…) las cartas contienen sólo la información que, siendo indispensable para la seguridad de la navegación, puede ser consultada de inmediato. Toda información adicional no debe figurar en la carta y debe registrarse en otros documentos que han de estudiarse en el tiempo libre o durante las horas de tranquilidad en el puente. La carta debe ser tan clara y legible como sea posible. El número de publicaciones náuticas suele ser considerable".
W. Langeraar, Surveying and charting of the seas, 1984

 aunque este concepto es acertado, se deberían incluir las publicaciones cuya consulta es necesaria en un momento preciso, como las tablas de navegación, las de cálculo astronómico y las tablas de marea.
El espacio que ocupan las publicaciones náuticas en el cuarto de derrota de un buque actualmente es a veces considerable.

## Historia
Un viaje naturalmente tiene lugar a lo largo de una línea continua, desde el punto de partida hasta la meta eventual. Tales descripciones pueden titularse “geografía lineal”.  Ésta es además la forma en que la gente percibe su entorno y se orienta respecto de lugares alejados. Es asimismo la forma usual de compartir con los demás ese tipo de experiencias, ya sea oralmente o por escrito. El género relevante de la antigüedad es el periplo.
La derrota de la navegación costera era el eje de todas las informaciones adicionales. La descripción de itinerarios en forma oral o pictórica y luego escrita fue usada antes que las cartas de navegación y los mapas de rutas. Desde ese eje no sólo se realizaban las descripciones referentes a la derrota, la costa y sus accidentes y los puntos de referencia, sino observaciones sobre los puertos, su abrigo y modalidad de carga, sus reglamentaciones, los factores meteorológicos predominantes, las mareas, etc. El primer tipo de publicación náutica, derivada del estilo periplo fue el  “derrotero”. Toda esta información (y un gran corpus acorde a la complejidad actual de la actividad marítima) se encuentra actualmente distribuida en numerosas “publicaciones náuticas”. 

## Tipos de publicaciones
El SOLAS, en su definición dice: para satisfacer los requerimientos de la navegación marítima. Ello se debe a que las reglas de IMO no se extienden a las aguas jurisdiccionales e interiores. Pero los buques que realizan un tráfico habitual suelen proveerse de publicaciones locales. Por otro lado los diversos países exigen a los buques de su bandera poseer ciertas publicaciones, algunas en general y otras vinculadas a su derrota habitual.
Así, el SOLAS hace una mención imprecisa de las publicaciones que debe llevar un buque

Ello se debe a varios motivos:
1. Todo marino sabe que para una travesía determinada le son indispensables ciertas publicaciones. (Esto se exceptúa en general en el caso del practicaje)
2. Hay muchas “publicaciones náuticas” que no se limitan al concepto de la navegación propiamente dicha, pero están estrechamente vinculadas a la seguridad de la misma.
3. Existe un gran número de buques especializados en cierto tipo de operaciones o tráfico. De acuerdo con ello es menester que dispongan algunas publicaciones particulares.

Por ello, las publicaciones náuticas podrían tipificarse así:
- Descriptivas:

Derroteros.
Lista de faros y señales.
Avisos a los navegantes.
Catálogos de cartas.
Tabla de corrientes.
Cartas de corrientes de marea.
Radioayudas a la navegación.
Planificación de rutas interoceánicas.
Lista de puertos del mundo.
- De cálculo

Almanaque náutico.
Tablas para cálculo astronómico.
Tablas de Navegación.
Tablas de mareas.
- Reglamentaciones internacionales

Reglamento Internacional para Prevenir Abordajes (RIPA) (RIPA).
SOLAS.
MARPOL.
STCW (Convenio Internacional sobre Normas de Formación, Titulación y Guardia).
IAMSAR  (Manual Internacional de los Servicios Aeronáuticos y Marítimos d Búsqueda y Salvamento).
IGS-ISM (Código Internacional de Gestión de la Seguridad Archivado el 22 de octubre de 2010 en Wayback Machine.).
Código IMDG (Código Marítimo Internacional de Mercaderías Peligrosas).
Diversas publicaciones de la OMI
- Reglamentaciones nacionales

RIPA  para aguas interiores.
Regulaciones de VTS.
Esquemas de separación de tráfico.
Title 46 Code of Federal Regulations (Shipping) (enlace roto disponible en Internet Archive; véase el historial, la primera versión y la última)..
- Instrucciones de operación y mantenimiento de los equipos de ayuda a la navegación existentes a bordo.

- Manuales y obras vinculadas a los procedimientos y técnicas de la navegación y operación de los buques.

Hay numerosísimas obras de este tipo, algunas de ellas clásicas. Muchas están editadas por librerías especializadas; otras por los propios Servicios de Hidrografía de los diversos países. Por ejemplo el American Practical Navigator y el Radar Navigation and Maneuvering Board Manual.
- Manuales y compilaciones de reglas exigidas por la compañía.[11]

## Publicaciones digitales
La mayoría de los buques siguen satisfaciendo el requisito de tener que llevar cartas y publicaciones, mediante el uso de productos de papel. Sin embargo, las enmiendas a las regulaciones del SOLAS que entraron en vigor en julio de 2002, permiten que estos requisitos puedan ser cumplidos únicamente por medios electrónicos siempre que se incluya un respaldo adecuado.
En el Reino Unido y en Estados Unidos se ha suspendido la impresión en papel de numerosas publicaciones náuticas pasándose a la producción exclusivamente digital. En cuanto a las cartas, cabe diferenciar las cartas "raster" de las "vectoriales".